# مایکل کالینز (بازیکن فوتبال، زاده ۱۹۷۷)
مایکل کالینز (انگلیسی: Michael Collins؛ زادهٔ ۶ سپتامبر ۱۹۷۷) بازیکن فوتبال اهل بریتانیا است.
از باشگاه‌هایی که در آن بازی کرده‌است می‌توان به باشگاه فوتبال شفیلد یونایتد اشاره کرد.